# Arthur Arzt

Arthur Arzt

Georg Arthur Arzt (* 9. Oktober 1880 in Reichenbach; † 22. Mai 1953 in Wiesbaden) war ein deutscher Politiker der Weimarer Republik und Reichstagsabgeordneter (SPD). Dem Reichstag gehörte er von 1928 (4. Wahlperiode) bis 1933 (8. Wahlperiode) an.

## Leben und Wirken
Er war der Sohn von Robert Arzt, besuchte das Seminar zu Auerbach i. V. und wurde dann Lehrer in Brunndöbra, Ebmath und Dresden. Während des Ersten Weltkrieges war er als Unteroffizier Kriegsteilnehmer. Zwischen 1919 und 1923 war Arzt Bezirksschulinspektor und von 1923 bis 1927 Bezirksschulrat in Dresden. Danach war er wegen seiner Mandate im Wartestand.
Mit seinem Beruf zusammen hing das Engagement in der Lehrerbewegung. So war er Vorsitzender des Dresdner Lehrervereins, Vorstandsmitglied im Sächsischen Lehrerverein und Mitglied im deutschen Lehrerverein.
Arzt war vor dem Ersten Weltkrieg politisch dem Linksliberalismus zuzuordnen. So war er bis 1910 Mitglied der Freisinnigen Vereinigung. Während der Novemberrevolution war er Vorsitzender eines Soldatenrates für ein Armeekorps im Osten. Im Dezember 1918 war Arzt Delegierter beim ersten Rätekongress. Ebenfalls 1918 trat er der SPD bei.
Bereits 1919 wurde Arzt Mitglied des Sächsischen Landtages. Zwischen 1923 und 1928 war er Leiter des Landesausschusses der SPD Sachsen (Landesvorsitzender) und vertrat dort den linken Flügel. Außerdem war er von 1920 bis 1928 Bezirksvorsitzender der Partei für Ostsachsen. Er war unter außerdem Mitglied im großen SPD-Beamtenausschuss in Sachsen sowie des Landesarbeitsausschusses.
Wegen seiner Wahl in den Reichstag legte er sein Landtagsmandat am 11. Juni 1928 nieder. Dem Reichstag gehörte Arzt bis 1933 an.

Nach dem Beginn der nationalsozialistischen Herrschaft ging Arzt in die Emigration. Im Jahr 1933 hielt er sich in der Tschechoslowakei auf, wo er Grenzsekretär der Sopade im Sudetenland war. In dieser Zeit war er auch Mitglied im Verband deutscher Lehreremigranten. Zusammen mit Fritz Max Cahén und Hans Jaeger war er im Februar 1936 an der Gründung der Deutschen Volkssozialistischen Bewegung (DVB) beteiligt.

„Schon das politische Spektrum der Gründer zeigt anschaulich die Zielsetzung dieser Partei: die ‚Sprengung der Scheidewände zwischen rechts und links‘ zugunsten einer ‚Dritten Front‘. Durch die Wiederbelebung nationaler Traditionen sollte die Arbeiterbewegung gegen künftige nationalistische Verlockungen des Faschismus gewappnet werden, um so einen erneuten Einbruch des Nationalsozialismus in die Arbeiterschaft zu verhindern. Als linkes Pendant der von Otto Strasser geführten Schwarzen Front wurde die Aufgabe der Volkssozialisten darin gesehen, von der sozialistischen Seite der politischen Parteienlandschaft die Synthese aus nichtmarxistischem Sozialismus und nationalrevolutionärer Bewegung vorzubereiten. […] Nicht zufällig bestanden anfänglich enge Kontakte zu Strassers Schwarzer Front, mit der die Volkssozialisten am 10. januar 1937 ein gemeinsames Manifest der ‚Deutschen Front gegen den Hitlerismus‘ verabschiedeten.“

Die Kooperation der DVB mit der Schwarzen Front zerbrach bereits 1937, und Arzt, der im Juli 1936 ausgebürgert worden war, ging im März 1939 nach England, wo er sich einer Gruppe um Karl Höltermann anschloss. Nach Ausbruch des Zweiten Weltkriegs wurde er als Deutscher bis Ende 1940 auf der Isle of Man interniert.
Im Oktober 1946 kehrte Arzt nach Deutschland zurück. Er war zunächst in Westfalen tätig. Seit 1947 war er Regierungsrat später Oberregierungsrat in Hessen und war daneben als freier Schriftsteller tätig.

## Werke
- Welche Mängel zeigt der gegenwärtige Religionsunterricht und auf welche Weise ist ihnen zu begegnen? Bleyl & Kaemmerer, Dresden 1908.
- zusammen mit Kurt Weckel: Die Arbeitsschule eine Notwendigkeit unserer Zeit. Betrachtungen über die Entwickelung und das Wesen der Arbeitsschule. Leipzig 1911.
- Sport und Politik. Eine notwendige Klarstellung für Nursportler und Nurpolitiker. Leipzig 1927.